# Kochanie, zabiłam nasze koty
Kochanie, zabiłam nasze koty – powieść Doroty Masłowskiej wydana w 2012 w Warszawie przez wydawnictwo „Noir sur Blanc”.
Akcja powieści rozgrywa się w fikcyjnych Stanach Zjednoczonych Ameryki. Miasto, w którym mieszkają główne bohaterki (Farah i Jo) wzorowane jest na Nowym Jorku, jednak nie jest to rzeczywiste miasto, a jedynie polskie wyobrażenie o tej amerykańskiej metropolii. Autorka skonstruowała język powieści w taki sposób, aby sprawiał wrażenie złego i automatycznego tłumaczenia z języka angielskiego. Masłowska nawiązywała też do języka chick lit, poradników i kolorowej prasy.
Autorka uznała Kochanie, zabiłam nasze koty za swoją najbardziej przemyślaną powieść. Przemysław Czapliński interpretował utwór jako opowieść o snach współczesnej klasy średniej i zapis doświadczeń pokolenia świata konsumpcji i globalizacji. Radosław Kobierski dopatrzył się w powieści inspiracji prozą Henry'ego Millera, Charlesa Bukowskiego i Philipa Rotha, oraz uznał, że jest ona utworem o pozbawionych właściwości jednostkach, próbujących rozpaczliwie zapełnić wewnętrzną pustkę. Justyna Sobolewska z kolei chwaliła książkę za wykorzystanie różnorodnych rejestrów językowych. Jacek Cieślak odczytywał Kochanie, zabiłam nasze koty jako opowieść o banale i pokoleniowej pustce; jednocześnie uważał, że sam utwór, opisując banalność, stał się banalny. Kinga Dunin pozytywnie oceniła warstwę językową i konstrukcję powieści, jednak jej przesłanie uznała za zbiór banalnych, pustych diagnoz.